# Austen Angell
Charles Austen Angell (* 14. Dezember 1933 in Canberra, Australien; † 12. März 2021 in Tempe, Arizona) war ein australischer und US-amerikanischer Chemiker und Physikochemiker, der vor allem für seine Forschung zur Chemie und Physik von Gläsern und unterkühlten Flüssigkeiten bekannt ist.

## Leben
Angell studierte chemische Metallurgie an der Melbourne University. Nach seiner Graduierung beschäftigte er sich zunächst an der University of Pennsylvania und danach am Imperial College London mit der Erforschung von Salzschmelzen, wo er 1961 zu diesem Thema promovierte. Nach der Promotion kehrte er für zwei Jahre zur Melbourne University zurück, von wo er 1964 endgültig in die USA wechselte, zunächst zum Argonne National Laboratory (1964–66), dann zur Purdue University (1966–89) und schließlich zur Arizona State University (ab 1989).
Seine bahnbrechenden Arbeiten zu unterkühltem Wasser, der Klassifizierung von Gläsern und zur Diffusion von Ionen in Flüssigkeiten und Gläsern brachten ihm eine Vielzahl von Auszeichnungen wie den Morey Award der American Ceramic Society, den Hildebrand Award der American Chemical Society oder den Otto-Schott-Forschungspreis ein. Als Humboldt-Preisträger absolvierte Angell 2005 einen Forschungsaufenthalt an der Universität Augsburg.

## Forschung
Ein wichtiges Forschungsgebiet Angells war das ungewöhnliche Verhalten von unterkühltem Wasser, d. h. von flüssigem Wasser unterhalb des Gefrierpunkts, und dessen Übergang zu amorphem Eis. Seine Forschung war der Auslöser für viele weitere Arbeiten in diesem Gebiet, insbesondere auch wegen der von ihm vorgeschlagenen Möglichkeit zweier verschiedener flüssiger Phasen von Wasser.
Zudem beschäftigte sich Angell mit der ionischen Leitfähigkeit in Gläsern und Flüssigkeiten, auch im Hinblick auf Anwendungen als Elektrolytmaterialien in der Batterietechnologie. Hieraus gingen mehrere Patente hervor, zum Beispiel zum Konzept „Polymer in Salz“, das in der Entwicklung von Feststoffelektrolyten Anwendung findet. Er führte auch den Entkopplungsindex (engl. „decoupling index“) ein, der eine Quantifizierung der anwendungsrelevanten, von der Viskosität entkoppelten Ionenbewegung in Elektrolyten ermöglicht.
Einer seiner bekanntesten Beiträge zur Forschung an glasbildenen Materialien ist die Einführung der „strong-fragile“-Klassifizierung. Die sogenannte Fragilität charakterisiert hierbei, wie stark sich die Moleküldynamik in einer Flüssigkeit während des Abkühlens bei Annäherung an den Glasübergang ändert. In diesem Zusammenhang schlug er auch eine neuartige graphische Darstellung der Temperaturabhängigkeit der Viskosität solcher glasbildenden Flüssigkeiten vor, nämlich eine Auftragung des Logarithmus der Viskosität gegen den Quotienten aus Glastemperatur und gemessener Temperatur, der allgemein als „Angell-Plot“ bekannt ist.

## Veröffentlichungen
Angell hat mehr als 500 Publikationen in referierten internationalen Wissenschaftsjournalen und Büchern veröffentlicht. Seine Arbeiten wurden mehr als 75000-mal zitiert und sein h-Index ist höher als 100.